# Rebeliunea Grupului Wagner
Pe 23 iunie 2023, Grupul Wagner, o companie militară privată⁠(d) finanțată de guvernul rus, a organizat o rebeliune. Rebeliunea a avut loc într-o perioadă de tensiuni crescânde între Ministerul rus al Apărării și Evgheni Prigojin, liderul Wagner.
Prigojin a susținut că rebeliunea ar fi pornit ca răspuns la un presupus atac din partea ministerului asupra forțelor sale. Acesta a refuzat să integreze grupul Wagner în Forțele Armate Ruse. Deși a sprijinit invazia rusă a Ucrainei, Prigojin l-a criticat anterior pe ministrul apărării Serghei Șoigu și pe șeful Statului Major General Valeri Gherasimov, acuzându-l pe Șoigu pentru deficiențele militare ale țării și acuzându-l că ar fi predat Ucrainei „teritorii rusești”. În timpul rebeliunii, Prigojin a cerut ca cei doi să-i fie predați. Într-un comunicat din 24 iunie, președintele rus Vladimir Putin i-a numit pe mercenarii Wagner „patrioți”, dar a și denunțat acțiunile lor drept trădare și a promis că va înăbuși rebeliunea.
Forțele lui Prigojin au preluat cu succes controlul asupra orașului Rostov-pe-Don și asupra cartierului general al Districtului Militar Sudic aflat acolo. Urmând să înainteze, într-o coloană blindată, către Moscova. În urma intervenției președintelui Belarusului, Alexander Lukașenko, Putin i-a prezentat public trei opțiuni pentru grupul Wagner: integrarea în Ministerul Apărării, relocarea în Belarus, sau desființarea. Prigojin a acceptat să demisioneze, iar în seara zilei de 24 iunie forțele sale au început să retragerea din Rostov-pe-Don. Serviciul Federal de Securitate al Rusiei a inițiat un dosar de rebeliune armată sub articolul 279 din Codul Penal, dar a renunțat ulterior la acuzații, pe 27 iunie.
Minim treisprezece militari ai armatei ruse au fost uciși ca rezultat al rebeliunii. Mai mulți membri Wagner au fost raportați răniți și doi dezertori militari ruși au fost uciși, potrivit lui Prigojin.

## Preludiul rebeliunii

### Evgheni Prigojin și Grupul Wagner

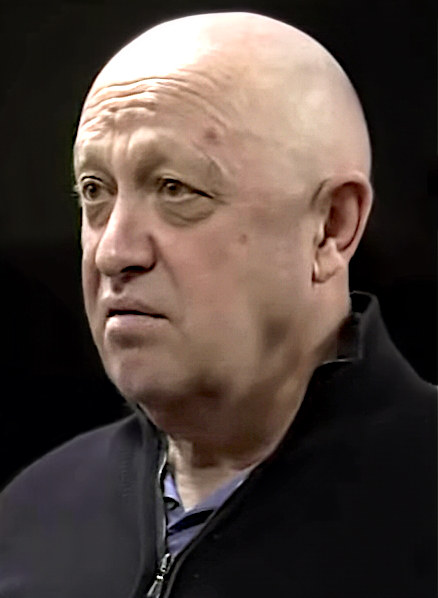
Evgheni Prigojin în 2023

După un deceniu petrecut în închisoare, Prigojin a urmat calea antreprenorială și, la începutul anilor 2000, a devenit o figură proeminentă în peisajul afacerilor din Sankt Petersburg, devenind cunoscut pentru o serie de restaurante foarte apreciate. Această legătură a facilitat în cele din urmă o asociere financiară cu Putin, care era implicat activ în politica municipală în acea perioadă. Prigojin a evoluat treptat într-un confident intim și de încredere al lui Putin, creând o legătură personală strânsă.
Prigojin a fondat în 2014 Grupul Wagner — o companie militară privată. Deși în Rusia astfel de companii militare private erau ilegale, Wagner a funcționat cu sprijinul implicit al guvernului. Mulți analiști susțin că guvernul rus s-a folosit de serviciile Grupului Wagner pentru a-și permite să nege implicarea și să ascundă bilanțul real în ceea ce privește victimele și costurile financiare ale intervențiilor militare ale Rusiei în străinătate.
Instrument al politicii externe și militare a Rusiei, grupul Wagner a devenit forță formidabilă în diferite regiuni, inclusiv în conflictul din Donbas. A jucat un rol semnificativ în timpul intervenției Rusiei în Războiul Civil Sirian, sprijinindu-l pe președintele sirian Bashar al-Assad, și a participat la conflictele din Mali, Libia și Republica Centrafricană. Wagner a căpătat o rea reputație din cauza metodelor sale dure și din cauza participării la crime de război în Africa, Orientul Mijlociu și Ucraina, unde a comis atrocități cu impunitate.
Grupul menține legături strânse cu multiple guverne africane, bucurându-se de o autonomie considerabilă în exploatarea resurselor naturale ale acestor țări în schimbul sprijinirii forțelor locale în lupta lor împotriva rebelilor antiguvernamentali. Afacerile economice ale lui Wagner în Africa au cunoscut o traiectorie ascendentă chiar și în timpul invaziei ruse a Ucrainei, deoarece fondurile generate au fost canalizate către finanțarea conflictelor din Ucraina și alte regiuni.

### Ordinul de integrare a lui Wagner
La mijlocul lunii iunie 2023, Ministerul Apărării a ordonat grupului Wagner să semneze contracte cu armata, cu termen până la 1 iulie. Această manevră ar fi însemnat integrarea efectivă a grupului Wagner ca unitate subordonată în structura de comandă obișnuită, diminuând influența lui Prigojin. Cu toate acestea, Prigojin a refuzat să semneze acordul, acuzând incompetența lui Șoigu. Rapoartele de la Meduza indicau că această evoluție ar submina controlul lui Prigojin asupra grupului Wagner și urma să pericliteze operațiunile profitabile ale grupului în Africa. Prigojin a încercat fără succes să ocolească ordinul pentru subordonarea grupului Wagner, intensificându-și criticile la adresa Ministerului Apărării. Agresivitatea acestor critici a escaladat până la cereri pentru execuția lui Șoigu și sugerarea unei potențiale revolte populare împotriva oficialilor incapabili. Prigojin credea că Putin va fi în cele din urmă de partea lui în lupta sa împotriva Ministerului Apărării în cazul unei revolte.

### Planificarea rebeliunii
Agențiile de informații americane au observat o acumulare treptată a forțelor Wagner în apropierea graniței ruse, împreună cu dovezi că Wagner își face stocuri de echipamente și resurse în pregătirea rebeliunii. Deși au obținut informații cu privire la unde și cum urma să aibă loc revolta planificată, momentul exact rămânea necunoscut. Potrivit unei surse familiare cu problema, agențiile de informații occidentale au descoperit planul prin interceptări de comunicații și analize de imagini din satelit. Cu câteva săptămâni înainte de evenimentul propriu-zis, serviciile de informații americane au început să prevadă o insurecție semnificativă a lui Wagner și au obținut dovezi solide ale revoltei iminente înainte de 21 iunie. Prigojin părea să fi pus în mișcare planul în urma deciziei Ministerului Apărării din 10 iunie, care ar fi integrat efectiv forțele Wagner în armata regulată. Descoperirile serviciilor de informații străine indică faptul că revolta era planificată în avans, contrazicând afirmația lui Prigojin că decizia de a se revolta a fost luată pe 23 iunie.
Oficiali americani anonimi au dezvăluit mai târziu ziarului New York Times că generalul de armată Serghei Surovikin⁠(d), care acționase ca intermediar între Prigojin și ierarhia militară și era perceput ca având legături strânse cu Prigojin, avea cunoștințe anterioare despre intențiile de rebeliune. CNN a obținut documente care indicau că Surovikin avea un număr personal de înregistrare la Wagner și era în secret membru VIP al grupului, alături de cel puțin 30 de alți oficiali militari și de informații ruși de rang înalt. În plus, existau indicii că și alți generali ruși ar fi dat sprijin revoltei. Oficialii americani au afirmat că Prigojin nu ar fi instigat Rebeliunea decât dacă ar fi avut convingerea că are sprijin din sectoare specifice din cadrul structurii de putere rusești. 
Potrivit dezvăluirilor oficialilor occidentali către The Wall Street Journal, Serviciul Federal de Securitate din Rusia descoperise planul cu două zile înainte ca acesta să fie pus în aplicare. Descoperirea planului a dus la inițierea prematură a rebeliunii de către Prigojin, ceea ce ar fi putut fi unul dintre motivele pentru care a dat greș. Prigojin intenționa să-l captureze pe ministrul apărării Șoigu, și pe șeful Statului Major Gherasimov, în timpul vizitei comune planificate de aceștia în regiunea de sud a Rusiei, vecină cu Ucraina, iar oficialii occidentali au spus că planul ar fi avut șanse mari de succes dacă nu ar fi fost descoperit, ceea ce l-a determinat pe Prigojin să improvizeze un plan alternativ. Oficialii occidentali au spus că descoperirile serviciilor de informații au arătat că planul lui Prigojin se baza pe convingerea lui că parte a forțelor armate ruse se va alătura revoltei. Oficiali occidentali susțin că cred că Prigojin ar fi informat unele persoane din funcții militare înalte despre planul său. Comandantul Gărzii Naționale Ruse, Viktor Zolotov,⁠(d) a susținut că autoritățile ruse au aflat despre rebeliunea planificată și că aceasta ar fi pusă în acțiune între 22 și 25 iunie. Potrivit relatărilor anonime transmise de Meduza, foarte probabil, serviciile de securitate „nu au avut curajul să-i spună președintelui că ceva se întâmplă cu Prigojin [...] pentru că dacă ar fi semnalat problema ar fi trebuit luate decizii. Și cum să iei acea decizie?" Potrivit surselor lui Meduza, după ce Prigojin nu a reușit să se sustragă de la ordinul de a integrare a grupului Wagner în armata obișnuită, „S-au răspândit ceva presimțiri rele, că ceva urma să se întâmple”. Oficialii de la Kremlin „au vorbit despre asta în cadrul întâlnirilor și au ajuns la concluzia că [Prigojin] este un oportunist îndrăzneț care nu respectă regulile. Când a venit vorba despre riscul unei insurecții armate, au crezut că este nul”. Simultan, ei credeau că anunțul lui Prigojin despre o revoltă este o cacealma menită să obțină concesii, realizând gravitatea situației doar după ce Wagner a capturat Rostov-pe-Don. Lukașenko a spus că atât el, cât și Putin „au dormit prin această situație” și că ambii „s-au gândit că va dispărea de la sine [când a început să se dezvolte]”.
Mulți membrii ai grupului Wagner nu au fost informați din timp de rebeliunea planificată. Ca urmare, au fost luați prin surprindere de chemare la arme venită din partea lui Prigojin și nu știau cu ce facțiune să se alinieze. Veteranii Wagner demobilizați au fost instruiți sa rămână în așteptarea ordinelor de la Prigojin. Indivizi din Moscova fără nici o afiliere cu Wagner susțin că ar fi fost sunați de grup și încurajați să se ralieze de partea rebeliunii. Apeluri similare au fost adresate și locuitorilor din Rostov, solicitând ajutor în rebeliune.

## Rebeliunea

### Anunțul lui Prigojin
Într-un videoclip publicat pe 23 iunie 2023, Prigojin a susținut că justificările guvernului pentru invadarea Ucrainei se bazau pe falsuri și că invazia a fost concepută pentru a promova interesele elitelor ruse. El a acuzat Ministerul Apărării că a încercat să înșele publicul și președintele, înfățișând Ucraina ca pe un adversar agresiv și ostil care, în colaborare cu NATO, plănuia un atac împotriva intereselor Rusiei. Prigojin a susținut că Șoigu și „clanul oligarhic” au avut motive personale pentru a iniția războiul. Mai mult, el a afirmat că comandamentul militar rus a ascuns în mod intenționat numărul real al soldaților uciși în Ucraina⁠(d), în anumite zile numărul victimelor ajungând până la 1000.
Pe 23 iunie, Prigojin a răspândit un videoclip care circula deja pe canalele de Telegram asociate lui Wagner, care ar fi arătat consecințele unei lovituri cu rachete asupra unei tabere Wagner. Prigojin a acuzat Ministerul Apărării că ar fi efectuat atacul, care ar fi ucis 2.000 dintre luptătorii săi. Ministerul Apărării a negat că ar fi atacat taberele Wagner, iar Institutul pentru Studiul Războiului nu a putut confirma veridicitatea videoclipului, menționând că „s-ar putea să fi fost fabricat în scopuri infomaționale”. Și alți observatori au pus sub semnul întrebării veridicitatea videoclipului.
Prigojin a proclamat începutul unui conflict armat împotriva Ministerului Apărării într-un mesaj postat pe canalul de Telegram al serviciului său de presă. El a făcut apel la persoanele interesate să se alăture conflictului împotriva ministerului, acuzându-l pe Șoigu că ar fi folosit artilerie și elicoptere pentru a ataca grupul Wagner. În plus, Prigojin a susținut că Șoigu a fugit ca un laș din Rostov-pe-Don la ora nouă seara. În consecință, Serviciul Federal de Securitate a inițiat proceduri judiciare împotriva lui Prigojin în temeiul articolului 279 din Codul penal, care privește rebeliunea armată.
Surovikin și general-locotenent Vladimir Alexeev⁠(d) au făcut apel la luptătorii Wagner pentru încetarea ostilităților. Surovikin și-a făcut remarcile în ceea ce Financial Times a descris drept un „videoclip în stil de luare de ostatici” și, din 29 iulie, a rămas de negăsit. Canalul rusesc Pervîi Kanal a difuzat un „buletin de știri de urgență”, în cadrul cruia prezentatoarea Ekaterina Andreeva a susținut că declarațiile lui Prigojin cu privire la presupusele atacuri ale forțelor militare asupra pozițiilor Wagner sunt false. Andreeva a mai menționat că Putin a fost informat cu privire la situația în curs. Ca răspuns la declarațiile lui Prigojin, armata și Garda Națională a țării au desfășurat vehicule blindate atât la Moscova, cât și la Rostov-pe-Don.

### Capturarea orașului Rostov-pe-Don

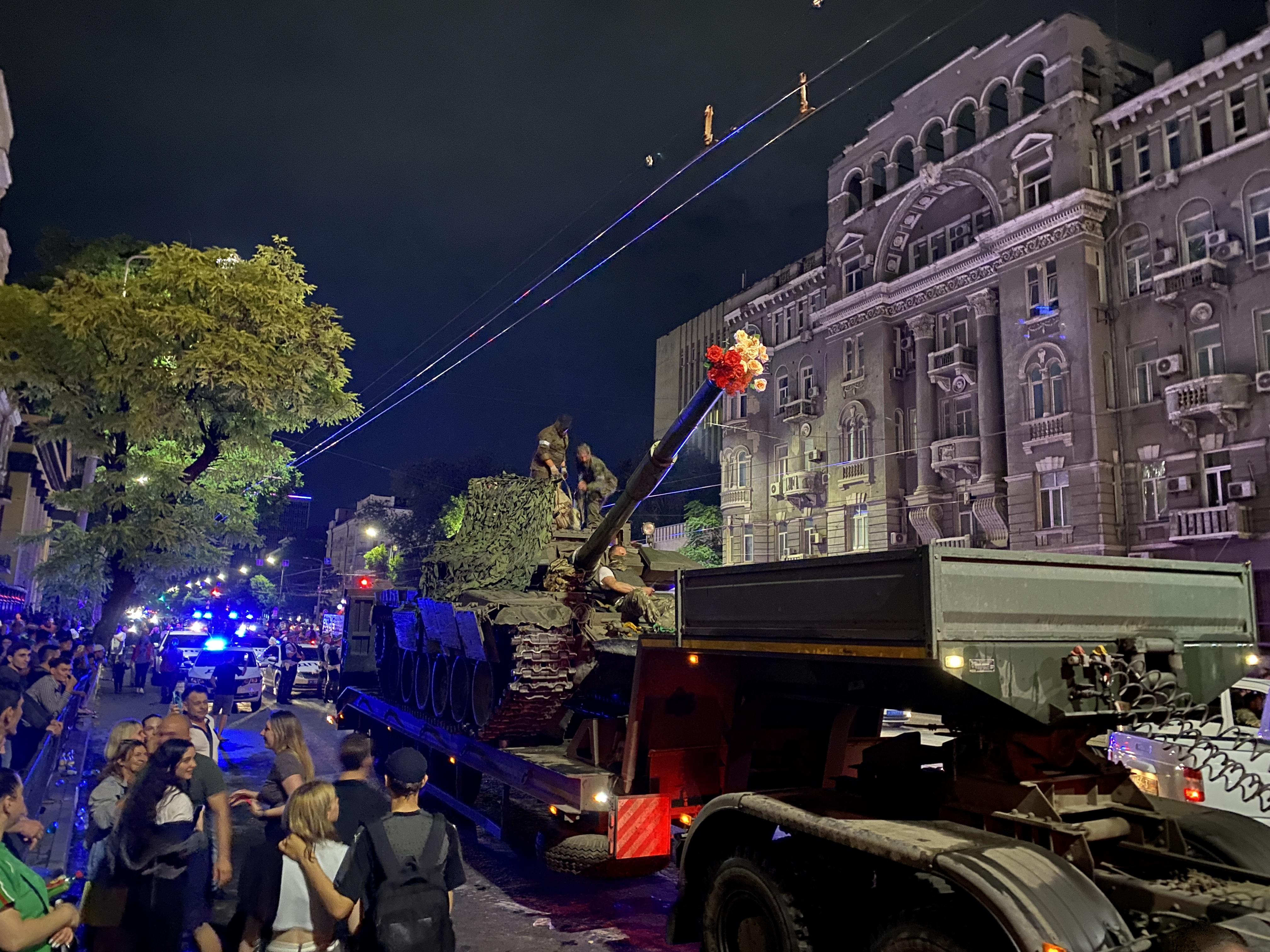
O mulțime din Rostov-pe-Don urmărind un tanc Wagner cu flori pe țeava tunului

În dimineața zilei de 24 iunie, forțele Wagner au intrat în regiunea Rostov din Rusia dinspre Luhansk și au capturat rapid orașul Rostov-pe-Don, fără a întâmpina vreo opoziție. Ei au preluat cu succes controlul asupra sediului comandamentului Districtului Militar Sudic, stabilind un perimetru securizat pe străzile adiacente. Prigojin a fost filmat în curtea sediului. Forțele Wagner și-au întărit poziția prin plantarea de mine și stabilirea unor puncte de control în centrul orașului Rostov. Membrii Wagner purtau banderole argintii pentru a se deosebi.
Prigojin s-a întâlnit cu ministrul adjunct al apărării Iunus-bek Evkurov⁠(d) și cu șeful adjunct al personalului Vladimir Alexeev⁠(d) la sediul central, în timpul căreia Evkurov a încercat fără succes să-l convingă pe Prigojin să-și retragă trupele. Prigojin s-a relocat apoi într-un buncăr din oraș și a preluat comanda în timp ce un detașament de câteva mii de mercenari Wagner au înaintat spre Moscova. Ulterior s-au auzit împușcături și explozii. Din motive neclare, s-a tras asupra clădirii Rostelecom⁠(d). Videoclipuri neconfirmate au sugerat confruntări între forțele Wagner și forțele armate din oraș.

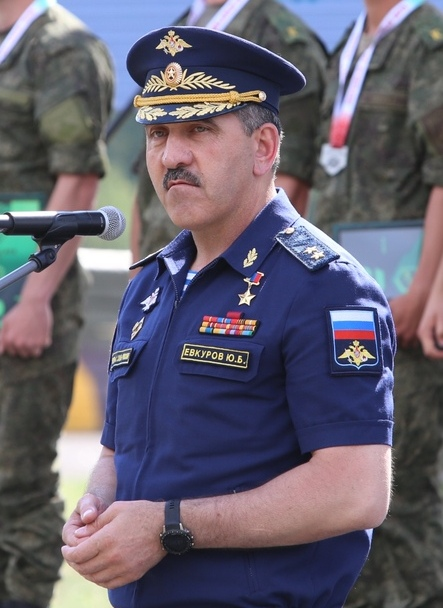
Iunus-bek Evkurov în 2019

Multe dintre afacerile și facilitățile din Rostov au rămas închise. Administrația municipală i-a sfătuit (fără efect) pe locuitori să stea acasă, dar nu a luat măsuri împotriva terorismului. Magazinele locale și-au redus orarele de funcționare, iar la benzinării s-au format cozi lungi. Unii locuitori au încercat să se aprovizioneze cu lucruri esențiale, în timp ce alții au căutat să părăsească orașul, ceea ce a dus la congestionarea traficului și la cozi lungi la gară. Cu toate acestea, nu a existat o panică larg răspândită în rândul populației. Anumiți locuitori s-au adunat în centrul orașului pentru a-i întâmpina pe luptătorii Wagner; majoritatea îi susțineau, deși câțiva s-au luat la ceartă cu ei. În mod evident, mercenarii Wagner erau amiabili cu locuitorii. Ulterior, Forțele Wagner au îndemnat civilii să nu rămână pe străzi pentru propria lor siguranță, după care au izbucnit împușcături și explozii.
Înregistrările unor martori înfățișau un convoi lung de vehicule militare și civile îndreptându-se spre oraș, cuprinzând probabil trupe paramilitare cecene (kadîroviți), cu scopul de a se angaja în conflict cu forțele Wagner. Potrivit presei de stat cecene și diverselor relatări, aceștia nu au ajuns în centrul orașului și nu au intrat în ostilități. Un comandant al forțelor cecene a spus mai târziu că unele dintre echipele lor au fost la „500-700 de metri de luptătorii Wagner”.

### Înaintarea către Moscova
După ce grupul Wagner și-a asigurat controlul asupra orașului Rostov-pe-Don, Prigojin și-a împărțit forțele și a ordonat câtorva mii să se îndrepte spre Moscova în timp ce el comanda rebeliunea dintr-un buncăr din Rostov. Coloanele blindate ale grupului Wagner, formate din tancuri, vehicule blindate, arme antiaeriene și camioane civile, au început să avanseze rapid spre Moscova la primele ore ale zilei de 24 iunie, pentru a parcurge o distanță de 1.100 de kilometri de la Rostov-pe-Don. O coloană plecată din Rostov și o altă coloană plecată din teritoriul ocupat din Ucraina au înaintat prin regiunea Voronej, întâlnind puțină rezistență. Potrivit unei surse apropiate conducerii Republicii Populare Donețk, convoiul cu destinația Moscova cuprindea aproximativ 5.000 de combatanți, sub conducerea comandantului Wagner, Dmitri Utkin⁠(d). Coloana nu a încercat să ocupe niciun oraș prin care a trecut, deși ar fi putut prelua controlul asupra mai multor baze aeriene.
În afara capitalei regionale Voronej, trupele Wagner au fost atacate de un elicopter. Forțele aeriene au suferit pierderi semnificative în confruntarea cu trupele Wagner, pierzând șase elicoptere și un avion de cercetare și alarmare doborât. Cel puțin treisprezece militari ruși au fost uciși.  Două rachete – probabil lansate de sistemele de apărare aeriană ale grupului Wagner – au lovit un depozit de petrol și curtea unui complex de locuințe din Voronej. Luptătorii Wagner au ocolit Voronejul, aflat la mai mult de jumătate din drumul spre Moscova, și au continuat să avanseze prin regiunea Voronej pe tot parcursul după-amiezii, fără a intra în orașele importante. Postările pe rețelele de socializare arătau imagini cu lupte dintre trupele Wagner și armată în orașul Voronej, Reuters citând rapoarte militare. Potrivit relatărilor presei, grupul Wagner a preluat controlul asupra tuturor instalațiilor militare din oraș.
Wagner a intrat în regiunea Lipețk, la aproximativ 400 de kilometri de Moscova. Au trecut prin orașul Eleț și au continuat spre nord de-a lungul șoselei M4. În regiunea Lipețk, autoritățile au demolat în mod deliberat drumuri folosind excavatoare în efortul de a împiedica înaintarea convoiului. Unele drumuri au fost blocate cu camioane și autobuze școlare. Armata a stabilit linii defensive de-a lungul râului Oka (care curge la sud de Moscova) și a baricadat podurile ce trec peste acesta. Guvernatorii regiunilor Lipețk și Voronej au îndemnat toți civilii să rămână acasă, în urma informațiilor despre coloane militare și ciocnirilor de-a lungul șoselei M4⁠(d).

### Măsuri de securitate
Serghei Sobeanin⁠(d), primarul Moscovei, a anunțat implementarea regimului antiterorism în capitală. Vehicule blindate și o prezență crescută a forțelor de securitate au fost observate în toată Moscova. Autoritățile municipale se gândiseră la interzicerea ieșirii după o anumită oră, iar panourile publicitare de recrutare ale grupului Wagner au fost demontate în grabă. Der Spiegel a relatat vânzarea tuturor biletelor la zborurile cu plecare din Moscova, oamenii căutând să fugă de situația iminentă. Potrivit site-ului de urmărire a zborurilor Flightradar24, o aeronavă folosită de Putin a decolat de la Moscova și s-a îndreptat spre Sankt Petersburg. Cu toate acestea, potrivit purtătorului de cuvânt al Kremlinului, Dmitri Peskov, Putin nu era la bord și a rămas la Kremlin. Autoritățile au anunțat și restricții de călătorie în regiunea Kaluga, adiacentă Moscovei, guvernatorul Vladislav Șapșa⁠(d) spunând locuitorilor „să se abțină de la a călători cu vehiculul privat pe aceste drumuri, dacă nu este absolut necesar”.
Între timp, Serviciul Federal de Securitate (FSB) a atacat sediul Wagner din Sankt Petersburg. Relatări neconfirmate din presa rusă au spus că au fost descoperite cutii care conțineau 4 miliarde de ruble (echivalentul a 47 de milioane de dolari americani) în vehicule din apropierea biroului, și că au fost descoperite și confiscate arme de mână, lingouri de aur, numerar în dolari, și pachete cu o pulbere albă necunoscută. Prigojin a spus că banii erau destinați salariilor angajaților, compensațiilor pentru rudele luptătorilor Wagner căzuți și altor cheltuieli ale companiei. El a făcut aluzie la operațiunile ascunse pentru influență globală ale grupului Wagner, inclusiv activitățile din Africa și Statele Unite, care necesitau utilizarea numerarului. Olga Romanova, jurnalistă și lideră a organizației ruse pentru drepturile civile Rusia în Spatele Gratiilor⁠(d), a acuzat FSB că a amenințat rudele deținuților recrutați de Wagner încă din primele ore ale zilei de 24 iunie. Potrivit surselor anonime ale ziarului The Daily Telegraph, serviciile de informații din Regatul Unit descoperiseră și ele că agențiile de informații ruse au amenințat că vor răni familiile liderilor Wagner în timpul înaintării către Moscova.

## Rezolvarea rebeliunii
Prigojin ar fi făcut eforturi personale pentru a stabili contactul cu administrația prezidențială în după-amiaza zilei de 24 iunie, inclusiv pentru a-l contacta pe Putin, care a refuzat să vorbească cu el. Negocierile finale au fost conduse de Anton Vaino⁠(d), secretarul general, Nikolai Patrușev, secretarul Consiliului de Securitate, și Boris Grîzlov, ambasadorul Rusiei în Belarus. Prigojin a insistat ferm ca oficialii de rang înalt să participe la negocieri, refuzul lui Putin de a se implica deschizând calea pentru intervenția președintelui belarus Alexandr Lukașenko. Se pare că Lukașenko ar fi vorbit cu Prigojin la cererea lui Putin, acționând ca mediator pentru a negocia o înțelegere. Acordul presupunea ca mercenarii Wagner să înceteze înaintarea și să se întoarcă la baza lor, în schimbul unei garanții a siguranței lor.

Într-o declarație audio, Prigojin a spus că a acceptat înțelegerea pentru a preveni vărsarea de sânge și și-a explicat din nou motivațiile pentru rebeliune, subliniind că nu a fost o încercare de lovitură de stat:
„Au încercat să desființeze compania militară Wagner. Ne-am lansat într-un marș al dreptății pe 23 iunie. În 24 de ore, am ajuns la mai puțin de 200 de kilometri de Moscova. În tot acest timp, nu am vărsat nicio picătură din sângele luptătorilor noștri. Acum a venit momentul în care se putea vărsa sâng. Înțelegând responsabilitatea [pentru posibilitatea] ca sângele rusesc sa fie vărsat pe o parte, ne întoarcem coloanele către bazele lor, cum fusese planificat.”—Evgheni Prigojin, adresă oficială pe canalul de Telegram a serviciului de presă Wagner
La ora 23:00 pe 24 iunie, grupul Wagner și-a început retragerea din Rostov-pe-Don. Locuitorii din Rostov-pe-Don au felicitat trupele Wagner în timp ce acestea părăseau orașul, și unii locuitori s-au apropiat de vehiculul lui Prigojin și au dat mâna cu el. Când a fost rugat să comenteze asupra rezultatului rebeliunii în ultima înregistrare cunoscută a lui din timpul acțiunii, Prigojin a răspuns liniștit: „Este normal, i-am înveselit pe toți”. La 25 iunie, trupele Wagner au început retragerea din Voronej. Forțele Wagner s-au întors la pozițiile lor din regiunile ocupate din Ucraina.
Purtătorul de cuvânt al Kremlinului, Dmitri Peskov, a anunțat că vor renunța la acuzațiile împotriva lui Prigojin și că acesta va fi trimis în Belarus. Potrivit lui Peskov, luptătorii Wagner nu vor fi urmăriți penal, iar cei care nu au participat la rebeliune vor avea opțiunea de a semna contracte cu Ministerul Apărării. Peskov a transmis în continuare că organizația Wagner în ansamblu se va întoarce la locațiile sale de desfășurare anterioare. Biroul lui Putin și-a exprimat recunoștința față de Lukașenko pentru eforturile sale de a înăbuși rebeliunea.

## Reacții

### Guvernul rus

#### Vladimir Putin
Vladimir Putin s-a adresat națiunii pe 24 iunie, denunțând acțiunile grupului Wagner drept „trădare” și jurând că va lua „măsuri dure” pentru a înăbuși rebeliunea. El a declarat că situația amenință însăși existența Rusiei. Putin a făcut paralele istorice cu Revoluția Rusă, care s-a desfășurat în timpul parcitipării Imperiului Rus pe Frontul de Est al Primului Război Mondial și care a dus la pierderi teritoriale în Tratatul de la Brest-Litovsk. Mai mult, Putin a făcut un apel către mercenarii Wagner care „prin înșelăciune sau amenințări” au fost „târâți” să participe la rebeliune.
Ca răspuns, Prigojin a declarat că principalul său obiectiv a fost înlăturarea din funcție a lui Șoigu și Gherasimov și și-a reiterat acuzațiile de corupție împotriva Ministerului Apărării.
După difuzarea cuvântării lui Putin, posturile TV au revenit la programul obișnuit.

#### Alte personalități aliniate guvernului
Politicieni ruși de rang înalt i-au cerut lui Prigojin să oprească rebeliunea și și-au exprimat sprijinul pentru Putin. Dmitri Medvedev, liderul Partidului Rusia Unită, vicepreședintele Consiliului de Securitate al Rusiei, și fost președinte al țării, a declarat că „lumea va fi pusă în pragul distrugerii” dacă Wagner va reuși să preia controlul asupra guvernului și să obțină acces la arme nucleare.
Ramzan Kadîrov, șeful Republicii Cecene, a numit situația „trădare” și a declarat că trupele sale se îndreptau către „zone de tensiune” pentru „a conserva unitățile Rusiei și a-i apăra statalitatea”. Patriarhul Chiril al Moscovei, liderul spiritual al Bisericii Ortodoxe Ruse, le-a cerut rușilor să se roage pentru Putin. Veaceslav Volodin, președintele Dumei de Stat a Rusiei, și-a exprimat sprijinul pentru Vladimir Putin.

### Societatea civilă rusă

#### Opoziția anti-război
Grupurile de opoziție rusești au răspuns într-o varietate de moduri. Fostul magnat petrolier în exil și figură de opoziție Mihail Hodorkovski i-a îndemnat pe ruși să-l sprijine pe Prigojin, spunând că este important să-l sprijine „chiar și pe diavol” dacă acesta decide să lupte împotriva Kremlinului. Cu toate acestea, el i-a îndemnat ulterior pe ruși să se înarmeze, afirmând totodată că „Prigojin nu este prietenul nostru și nici măcar aliatul nostru”. Organizațiile anarhiste Organizația de Luptă a Anarho-Comuniștilor⁠(d) (BOAK) și Acțiunea Autonomă⁠(d) au exprimat ambele în declarații separate că Prigojin și Putin sunt disprețuiți în egală măsură și că anarhiștii nu au nicio „parte” de luat în conflict. BOAK ia îndemnat pe colegii anarhiști să „stea departe” și să lase facțiunile aflate în război „să-și verse sângele una alteia cât mai mult posibil. În acest fel, ei nu vor putea deranja oamenii în viitor”. Ei au cerut, de asemenea, să „petreacă acest timp pregătindu-se pentru un conflict armat”. Liderul opoziției ruse Alexei Navalnîi a criticat evenimentele și felul cum le-a tratat Putin scriind că „faptul că războiul lui Putin ar putea ruina și dezintegra Rusia nu mai este o afirmație dramatică”. El a criticat și felul cum guvernul rus i-a tratat pe Prigojin și grupul Wagner imediat după evenimente, comparativ cu felul în care au fost tratați el și Fundația Anticorupție.
Liderul Corpului Rus de Voluntari⁠(d), Denis Kapustin⁠(d), l-a lăudat pe Prigojin, afirmând că, în ciuda diferențelor lor ideologice puternice, el îl consideră pe Prigojin „un patriot al Rusiei”. Mai târziu a cerut alăturarea la revoltă. Legiunea Libertatea Rusiei⁠(d) a comparat evenimentele cu cele din timpul Revoluției Ruse, dar a sfătuit cititorii să-și amintească numeroasele crime de război ale grupului Wagner. Ei i-au îndemnat pe oameni să nu „atribuie [lui Prigojin] vreo onoare și vitejie militară care nu există”.

#### Ultranaționaliștii și bloggeri militari
Potrivit Institutului american pentru Studiul Războiului, ultranaționaliștii ruși pro-război au fost împărțiți între cei care doreau să treacă mai repede rebeliunea și alții care cereau soluții la defectele de securitate a Rusiei pe care rebeliunea le-a scos în evidență. Igor „Strelkov” Ghirkin a cerut execuția lui Prigojin pentru rebeliune și „uciderea” ofițerilor ruși, cerând că aceasta este „necesară pentru păstrarea Rusiei ca stat”.

#### Publicul larg

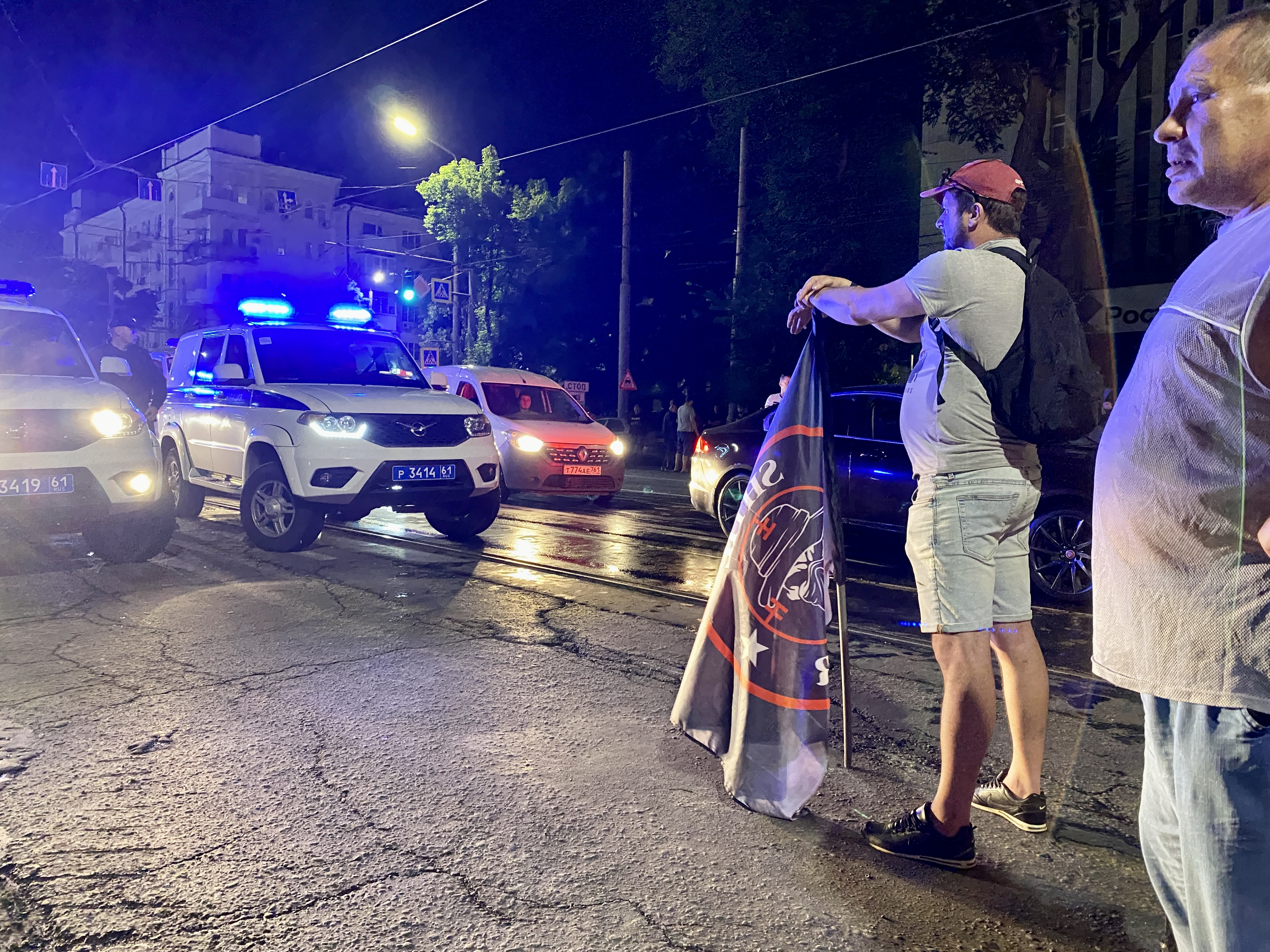
Un bărbat din Rostov ținând un drapel al Grupului Wagner în timpul rebeliunii

Populația rusă a manifestat o reacție preponderent „tăcută” și apatică față de rebeliune. În comparație cu tentativa de lovitură de stat din Turcia din 2016, în care numeroși cetățeni turci au participat activ la demonstrații împotriva loviturii de stat, analista rusă Anna Matveeva a remarcat răspunsul contrastant. În orașul Rostov-pe-Don, ocupat de forțele Wagner, au apărut videoclipuri cu civili ruși întâmpinându-i pe rebeli, aducându-le daruri și ovaționând.
După exploziile din apropierea Voronejului cauzate de focul artileriei rusești, meme-ul de pe internet deja existent „Să bombardăm Voronejul⁠(d)”, care se referea la gafele autodistructive ale guvernului rus, a reapărut pe rețelele de socializare ruse.

### Internațional
Liderii occidentali s-au abținut, în mare parte, din a comenta asupra rebeliunii în timp ce acțiunile se desfășurau și imediat după, în principal din cauza îngrijorărilor că Putin ar exploata astfel de comentarii pentru a pretinde că rebeliunea este o conspirație străină. În plus, au apărut îngrijorări cu privire la controlul arsenalului nuclear rus. Președintele american Joe Biden a discutat situația cu președintele francez Emmanuel Macron, cancelarul german Olaf Scholz, și prim-ministrul britanic Rishi Sunak.
Într-o conversație telefonică din 24 iunie, președintele turc Recep Tayyip Erdoğan i-a transmis lui Putin că Turcia este pregătită să ajute la găsirea unei „soluții pașnice” îndemnându-l să acționeze în mod rațional.
În Georgia, au existat și cereri pentru închiderea graniței cu Rusia, dar Ministerul Afacerilor Interne din Georgia a declarat că la acea dată nu este necesar. Oficialii ucraineni, inclusiv președintele Volodîmîr Zelenski și consilierul său Mîhailo Podoleak⁠(d), au declarat că insurecția este o dovadă a instabilității politice, a „slăbiciunii”, și a luptelor intestine din rândul elitei. Ministrul de externe Dmîtro Kuleba a numit rebeliunea o oportunitate pentru comunitatea internațională de a „abandona falsa neutralitate” față de Rusia și de a oferi Kievului toate armele de care are nevoie pentru a izgoni forțele rusești din Ucraina.
Ministrul moldovean de externe, Nicu Popescu, a spus că evenimentele din Rusia sunt dovada că Republica Moldova trebuie să continue pe traiectoria de distanțare de „spațiul eurasiatic al distrugerii și războiului” și de apropiere de Uniunea Europeană pentru a asigura pacea, stabilitatea și democrația în țară.
Comentând asupra negocierilor, președintele belarus Lukașenko a susținut că l-a convins pe Putin să se angajeze în dialog cu Prigojin, singurul individ cu care se putea ajunge la o înțelegere negociată, spre deosebire de recurgerea la asasinat. Lukașenko a mai susținut că un astfel de acțiune ar preveni o situație potențial haotică instigată de wagneriții fără lider. Lukașenko a mai susținut că apărarea națională a Belarusului va beneficia de expertiza grupului Wagner. Lidera opoziției din Belarus Sviatlana Cihanoǔskaja a declarat pe Twitter că rebeliunea a scos la iveală „slăbiciunea” lui Putin și a altor regimuri dictatoriale și a declarat că „trebuie să profităm de acest moment acum”. Comandantul regimentului Kastuś Kalinoŭski Dzianis Procharaŭ a exprimat un sentiment similar într-o cuvântare video pe rețelele de socializare, solicitând personalului militar din Belarus să nu se amestece în evenimente. Valieryj Sachaščyk, reprezentantul pentru Apărare și Securitate Națională în Cabinetul Unit de Tranziție al Belarusului aflat în exil, a cerut o hotărâre rapidă fie de a „utiliza șansa istorică și de a deveni o țară europeană prosperă”, fie de a „pierde totul”. El a cerut ca armata belarusă să afirme independența națiunii față de Rusia, să „unească națiunea” și să „se alăture valului nostru și să păstreze legătura”.
Un oficial al Ministerului de Externe din Belarus a descris rebeliunea drept un „dar pentru Occidentul colectiv”.
Milorad Dodik, președintele Republicii Srpska și fost membru al președinției Bosniei și Herțegovinei, și-a exprimat sprijinul pentru Putin în „eforturile sale de a păstra pacea și stabilitatea internă în Rusia și de a restabili ordinea în armată și în alte forțe”, precum Coreea de Nord și China. Muhoozi Kainerugaba⁠(d), fiul președintelui Ugandei și comandantul Comandamentului Forțelor Speciale, a declarat că Uganda ar putea trimite soldați în Rusia pentru a-l ajuta pe Putin în înăbușirea rebeliunii, dacă este necesar.

## Urmări

### Restabilirea ordinii
Normalitatea a revenit rapid la Moscova. Pe 25 iunie, muncitorii au inițiat reparațiile drumurilor care fuseseră distruse pentru a împiedica înaintarea grupului Wagner. Măsurile de urgență împotriva terorismului au fost ridicate la Moscova pe 26 iunie. În urma revoltei, cursul rublei ruse a cunoscut o scădere bruscă, atingând cel mai scăzut punct din martie 2022. La 26 iunie, Ministerul Apărării a făcut un anunț oficial în care a afirmat că Șoigu a efectuat o vizită la trupele ruse staționate în Ucraina. Șoigu a fost prezentat în mod proeminent în media de stat, apărând adesea alături de Putin, în zilele următoare, într-o aparentă dovadă de încredere. Mai mult, Putin a întreprins o serie de întâlniri publice, o abatere de la natura sa obișnuită secretă, urmărind, se pare, să prezinte sprijinul public.

### Declarațiile lui Prigojin și Putin
La 26 iunie, Prigojin a lansat o declarație înregistrată în care a apărat insurecția. El a susținut că obiectivul a fost salvarea grupului Wagner și tragerea la răspundere a oficialilor guvernamentali incompetenți. Prigojin a subliniat că revolta nu a avut ca scop răsturnarea guvernului și și-a reiterat acuzația că bombardarea trupelor Wagner de către armata rusă a declanșat rebeliunea. De asemenea, Prigojin a comparat în mod favorabil capacitatea grupului Wagner de a amenința în mod credibil că va captura Moscova cu încercarea eșuată a armatei ruse de a captura Kievul⁠(d).
La câteva ore după mesajul audio al lui Prigojin, Putin s-a adresat încă o dată națiunii. El i-a mustrat pe indivizii care au condus rebeliunea (fără a-i numi) și și-a reiterat convingerea că aceasta constituie un act de trădare. Cu toate acestea, Putin i-a caracterizat pe comandanții și mercenarii Wagner ca fiind preponderent patrioți care au fost „utilizați pe ascuns împotriva camarazilor lor de arme”. El a confirmat că Wagner omorâse militari ruși, pe care i-a numit „eroi”. Putin a mai afirmat că membrilor grupului care nu doresc să devină militari obișnuiți li s-a permis să se transfere în Belarus.

### Soarta grupului Wagner
La 27 iunie, autoritățile ruse au declarat că au închis ancheta penală și au renunțat la acuzațiile împotriva lui Prigojin sau oricăror alți participanți la rebeliune și că echipamentul militar greu al grupului Wagner urma să fie transferat forțelor armate ruse. Autoritățile au declarat că rebelii „au oprit acțiunile care vizau direct săvârșirea unei infracțiuni”. În Belarus, construirea taberelor pentru grupul Wagner a început în regiunea Moghilău. Cu toate acestea, Serviciul de Stat al Grănicerilor din Ucraina a declarat că nu există nicio dovadă că astfel de tabere ar fi construite. În aceeași zi, Lukașenko a confirmat sosirea lui Prigojin în Belarus, spunând că este binevenit să rămână „ceva timp”.
La 29 iunie, BBC a sunat peste „o duzină” de centre de recrutare folosind numere de telefon rusești, inclusiv în Volgograd, Krasnodar, Murmansk și Kaliningrad. Li s-a răspuns că încă se semnează contracte cu grupul Wagner și nu cu Ministerul Apărării din Rusia. Un bărbat din Volgograd a spus BBC: „Nu are absolut nimic de-a face cu ministerul apărării. . . Nimic nu s-a oprit, încă recrutăm.”

### Măsuri ale țărilor NATO
Ca răspuns la evenimente, Estonia și-a consolidat securitatea la graniță, în timp ce Letonia și-a închis granița cu Rusia și a suspendat intrarea cetățenilor ruși. Preocupate de potențiala concentrare a forțelor Wagner în Belarusul vecin, Letonia și Lituania au făcut o cerere comună către NATO ca trupe suplimentare să fie dislocate în țările lor, în special de-a lungul graniței de est a alianței. Răspunzând la planurile preliminare anterioare de întărire a Lituaniei, ministrul german al apărării, Boris Pistorius⁠(d), a anunțat pe 26 iunie că Germania, ca națiune lideră a grupului de luptă NATO existent staționat în Lituania, va trimite o brigadă completă formată din 4.000 de militari. Această desfășurare are ca scop stabilirea infrastructurii necesare staționării permanente până în 2026.

### Posibilă epurare a simpatizanților rebeliunii
Mai multe publicații au raportat că generalul Surovikin ar fi fost arestat de autoritățile ruse după rebeliune. Bloggerul militar Rîbar, un fost ofițer de presă pentru Ministerul Apărării din Rusia, a susținut că se desfășoară o epurare, vizând generalii ruși care au demonstrat „o lipsă de hotărâre” atunci când au avut de-a face cu Wagner. De la rebeliune, generalul Valeri Gherasimov⁠(d), șeful Statului Major General al Forțelor Armate Ruse, nu a mai fost văzut în public. La 29 iunie, general-colonel Andrei Iudin a fost concediat din armata rusă. El era adjunctul generalului Surovikin înainte de demitere.

## Analiză

### Evaluare politică
Rebeliunea, prima de acest gen în Rusia de la criza constituțională din 1993, a fost considerată în zilele următoare drept cea mai importantă provocare asupra dominației de 23 de ani a lui Putin. Mai multe publicații au observat că rebeliunea a slăbit imaginea publică a lui Putin. Andrei Kolesnikov⁠(d) și-a exprimat opinia conform căreia, deși rebeliunea a erodat imaginea lui Putin, populația rusă nu vede provocarea lui Prigojin la adresa instituției ca o alternativă credibilă. Prin urmare, este probabil că aceștia vor continua să ofere sprijin, fie că este autentic sau prefăcut, administrației lui Putin. Potrivit unor analiști, rebeliunea a scos la iveală o slăbiciune inerentă a sistemului de putere al lui Putin, construit pe o coaliție de centre de putere concurente și o structură de instituții „nominale” subordonate care era tensionată prin coborârea într-un stat și societate militarizate. Potrivit unei analize New York Times, rebeliunea a subminat legitimitatea lui Putin, care se bazează pe imaginea lui de garant al stabilității și securității, ceea ce poate provoca o erodare durabilă a sprijinului în rândul elitei puterii ruse. Potrivit Meduza, rebeliunea nu a durat suficient de mult încât să arăte dacă retorica populistă radicală a lui Prigojin se bucură de o bază reală de sprijin în rândul serviciilor de securitate ale Rusiei. Potrivit The Guardian, nu au existat manifestări spontane considerabile de sprijin public pentru guvernul Putin în timpul rebeliunii.
Rebeliunea eșuată a lui Prigojin a fost descrisă ca un efort disperat de ultimă oră în apropierea înfrângerii într-o luptă pentru putere contra facțiunilor din cadrul instituției ruse pe care el o disprețuia. Potrivit unor comentatori, rebeliunea s-a încheiat cu relativ puține repercusiuni imediate pentru autorii etichetați drept trădători de Putin, sugerând că puterea lui Putin era suficient de slabă pentru a fi contestată.
Șeful Gărzii Naționale Ruse, Viktor Zolotov⁠(d), a fost descris ca ieșind învingător din rebeliune. Zolotov și-a revendicat meritul și a fost lăudat de Putin pentru că a apărat capitala Moscova împotriva grupului Wagner. La 27 iunie, Putin a declarat că Garda Națională Rusă va fi echipată cu arme grele, inclusiv tancuri, pentru a suprima orice potențiale revolte viitoare și pentru a-și asuma o poziție mai proeminentă în conflictul ruso-ucrainean. Potrivit revistei Time, autoritatea sporită a lui Zolotov ar putea semnifica inițierea unei epurări a oponenților lui Putin.
Institutul American pentru Studierea Războiului (ISW)⁠(d) a susținut că Lukașenko își folosește rolul în rezolvarea rebeliunii pentru a câștiga influență și pârghii în relația sa cu Rusia și că ar putea folosi prezența lui Wagner pentru a reduce dependența Belarusului de armata rusă.

### Evaluare militară
Serviciile britanice de informații au estimat că aproximativ 8.000 de luptători Wagner au participat la rebeliune. Bloggerii militari ruși au susținut că numărul lor ar fi fost de 4.000.
Oficialii occidentali credeau că Prigojin urma să fi înfrânt decisiv dacă ar fi încercat să captureze Moscova și că acesta ar fi fost motivul pentru care Prigojin a acceptat în cele din urmă o soluție negociată. Potrivit analizei serviciilor secrete occidentale, dacă nu s-ar fi ajuns la o soluție negociată, rebeliunea ar fi culminat probabil cu o confruntare violentă la Moscova, soldată cu moartea a mii de oameni. Între timp, potrivit unei analize a ziarului Guardian, „Consensul care a apărut – de la experți și din capitalele occidentale – este că [revolta] a fost mult mai puțin o încercare de lovitură de stat și mai mult o demonstrație impulsivă care a scăpat rapid de sub control”. Potrivit The Guardian, loviturile aeriene asupra coloanei au fost efectuate pentru că nu era disponibilă nicio forță de apărare terestră pentru a contracara convoiul și, având în vedere că apărarea Moscovei era deficitară, era de conceput ca convoiul Wagner să fi pătruns prin liniile de apărare ridicate în grabă pe râul Oka și să fi ajuns la centura care înconjoară Moscova și posibil să fi capturat capitala, totuși, acesta ar fi putut fi un act inutil, deoarece devenea din ce în ce mai clar că nu a reușit să obțină sprijinul extern, care era esențial pentru ca rebeliunea sa să aibă succes. ISW⁠(d) a evaluat că Wagner și-a mizat șansele pe obținerea rapidă a unui sprijin suficient al unor părți ale armatei ruse pentru a face fezabil un conflict armat cu forțele loiale Ministerului Apărării.
Potrivit unui înalt oficial al Departamentului american al Apărării, agențiile de informații americane au monitorizat dezertarea unui număr mare de soldați ruși de la comandanții lor militari, care apoi s-au alăturat mișcării Wagner. Oficialul a mai precizat că operațiunile desfășurate de Wagner au fost susținute pe scară largă de către soldați și ofițeri dislocați în interiorul Ucrainei, precum și pe teritoriul Rusiei și bazele de lângă granița cu Ucraina. Oficiali americani și aliați și experți independenți consultați de The New York Times au spus că Prigojin parea să creadă că o parte semnificativă a armatei ruse îi va lua partea în timpul rebeliunii. Prigojin însuși a susținut că doi soldați ruși dezertori au fost uciși în timp ce luptau alături de Wagner.
ISW a comentat că „rebeliunea a demascat slăbiciunea forțelor de securitate ruse și a demonstrat incapacitatea lui Putin de a-și folosi forțele în timp util pentru a respinge o amenințare internă și i-a erodat și mai mult monopolul asupra forței”; și că capacitățile de luptă ale armatei ruse nu păreau să fie „impactate substanțial” de rebeliune. Potrivit CNN, aliații au avertizat Ucraina să evite să profite de rebeliune pentru a efectua lovituri în interiorul teritoriului rus. Potrivit analiștilor consultați de The New York Times, problemele sistemice persistente din cadrul armatei ruse, care au fost puternic criticate de Prigojin și condamnate pe scară largă de soldați, vor persista probabil, după rebeliune. Acest lucru, la rândul său, va agrava scăderea moralului.
Oficialii americani și-au exprimat îngrijorarea cu privire la siguranța stocului nuclear al Rusiei din această perioadă.